# Rákos-patak

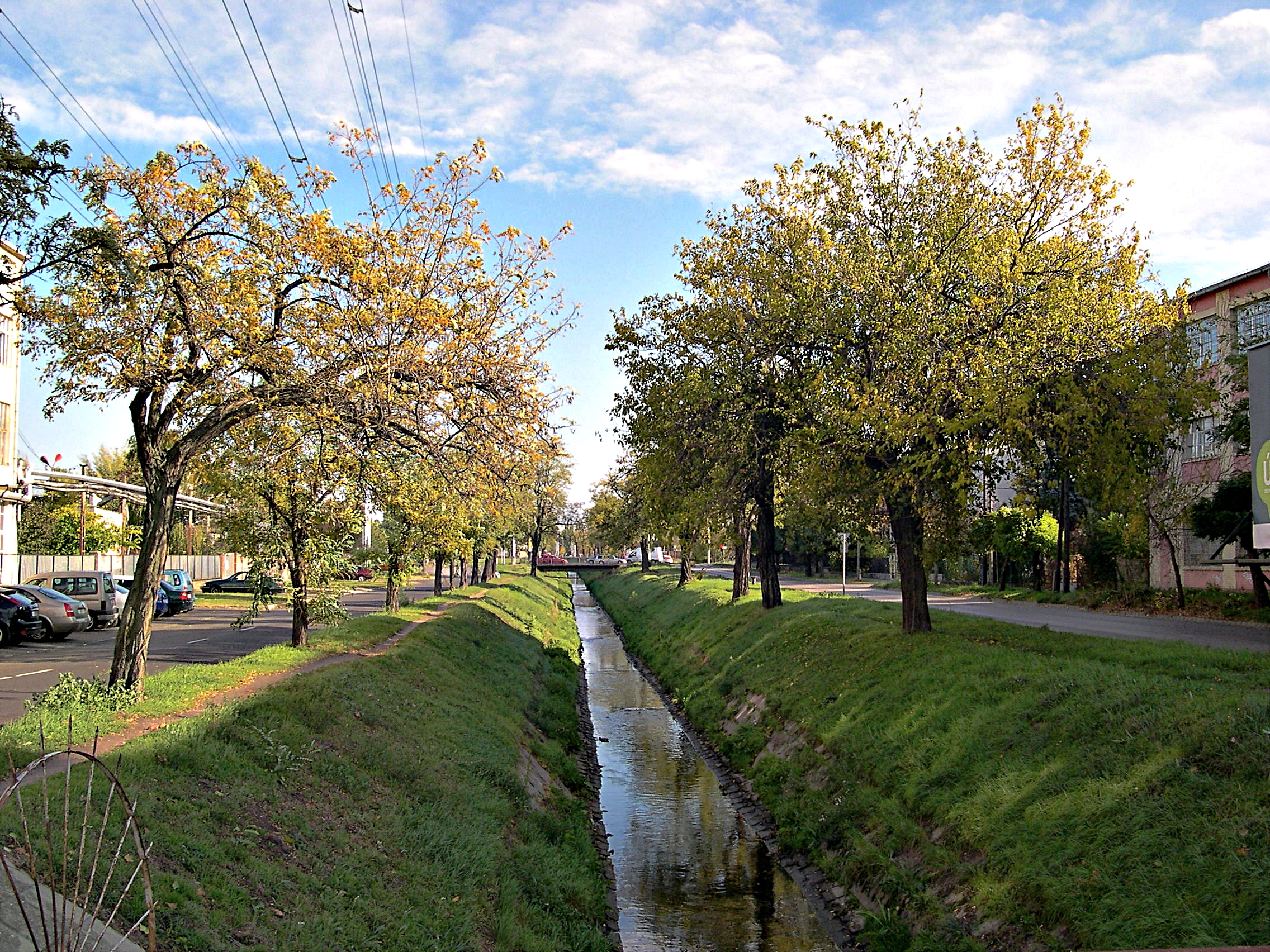
Rákos-patak în Zugló, sectorul al XIV-lea al Budapestei

Rákos-patak este un pârâu care izvorăște de pe culmea Margita a dealurilor Gödöllő și se varsă în Dunăre. El este unul dintre cei mai lungi afluenți de stânga de pe secțiunea ungară a Dunării.

## Cursul râului
Pârâul, care are o lățime medie de 1-3 m, izvorăște de pe culmea Margita a dealurilor Gödöllő, pe teritoriul satului Szada. În orașul Gödöllő se unește cu pârâul Fiók-Rákos-patak. După ce trece prin Isaszeg și Pécel pătrunde în Budapesta pe teritoriul sectorului al XVII-lea, curge prin sectoarele al X-lea, al XIV-lea și al XIII-lea și în final se varsă în Dunăre în apropierea de marginea nordică a bazinelor Dagály fürdő. Pe parcurs este alimentat de câteva cursuri de apă mai mici.

## Istorie
Pârâul și-a primit numele de la racii (în maghiară: rák) care populau odinioară apele sale. În prezent nu mai există aproape deloc raci sau alte creaturi acvatice. Potrivit descrierilor medievale, racii se aflau la izvoarele pârâului. Pe porțiunea cuprinsă între Isaszeg, Pécel și Rákoscsaba existau mai multe iazuri piscicole, apa pârâului punea în funcțiune mai multe mori, iar între Rákoscsaba și Keresztúr era o zonă mlăștinoasă. Deși aceste condiții nu erau favorabile înmulțirii racilor, scrierile vechi menționează că acolo existau din abundență anghile și alte specii de pești.
În trecut mai multe mori din Isaszeg, Pécel, Csaba și Keresztúr au fost acționate de apele acestui râu. Prima atestare documentară a unei mori pe acest râu are loc într-un hrisov din secolul al XIV-lea.
Administrația orașului Pesta a decis la sfârșitul secolului al XIX-lea ca apele pârâului să alimenteze lacul artificial din parcul Városliget. Planul a fost realizat cu ocazia celebrării Mileniului în 1896.
Sectorul al XVII-lea, cunoscut sub numele de Rákosmente, a primit numele de la pârâul care trecea pe acolo, iar unele cartiere budapestane au denumiri datorate topografiei terenului (de exemplu: Rákoshegy, Madárdomb, Kaszásdűlő etc.).

## Flora și fauna

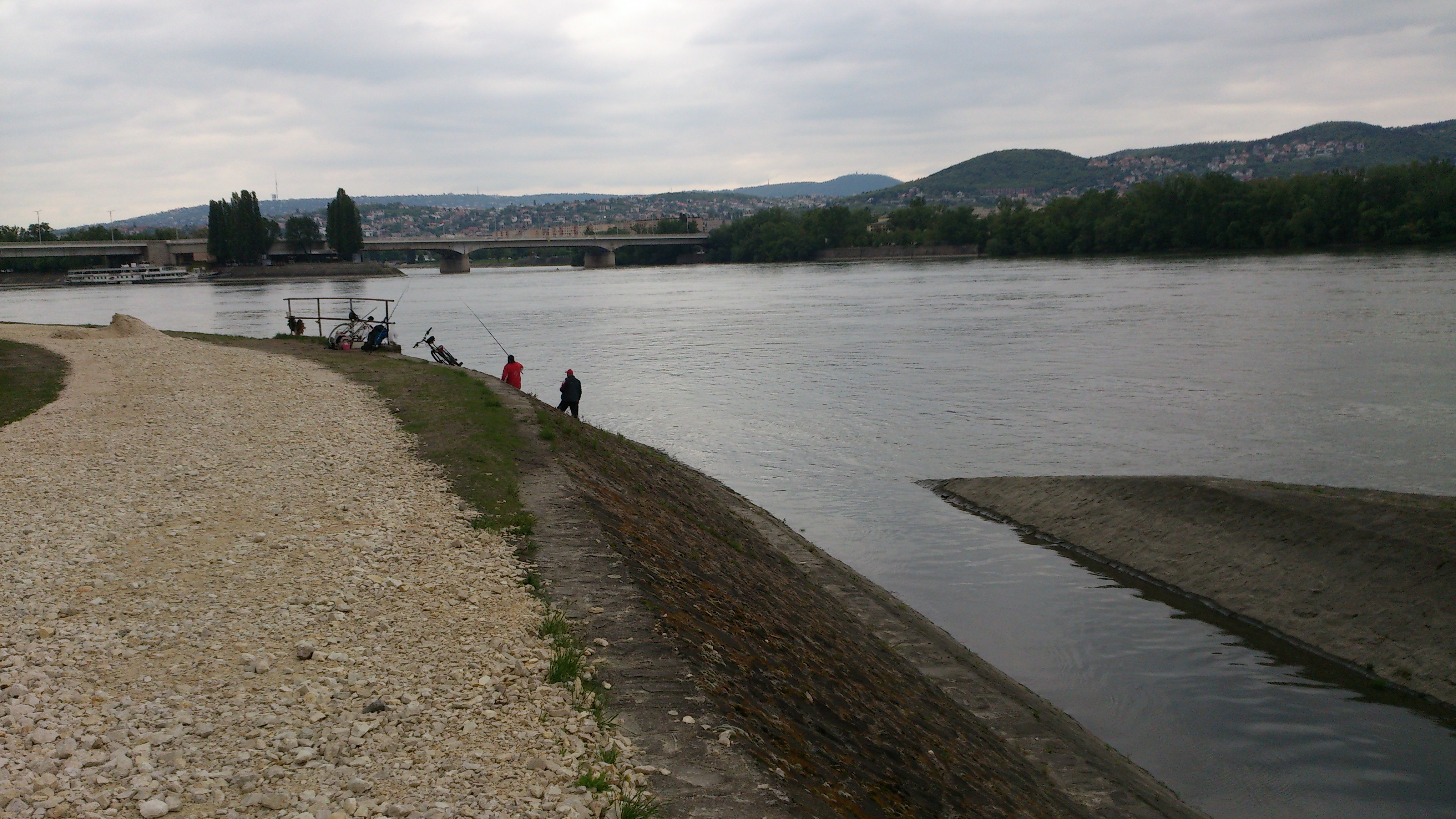
Vărsarea pârâului în Dunăre în cartierul Angyalföld.

### Flora
Printre plantele care cresc pe malurile râului Rákos-patak sunt următoarele: răchita (Salix triandra), coacăzul negru (Ribes nigrum), coacăzul roșu (Ribes rubrum L. subsp. sylvestre), ceapa anguloasă (Allium angulosum), rogozul (Carex appropinquata, Carex davalliana, Carex elata, Carex paniculata, Carex pseudocyperus), trifoiul de baltă (Menyanthes trifoliata), păpădia de maștină (Taraxacum palustre).

### Fauna
Cele mai frecvente specii de pești care populează apele acestui pârâu sunt: babușcă (Rutilus rutilus), cosaș (Ctenopharyngodon idella), plătică (Abramis brama), crap (Cyprinus carpio), caras (Carassius gibelio), murgoi bălțat (Pseudorasbora parva), țipar (Misgurnus fossilis), fâsă mare (Cobitis elongatoides), somn pitic (Ameiurus nebulosus), biban soare (Lepomis gibbosus).

## Legături externe
- Rákos-patak – Részletes leírás. Magyar Geocaching Közhasznú Egyesület
- A Rákos-patak zuglói szakaszának madárvilága (Świat ptaków na odcinku potoku Rákos płynącym przez Zugló)
- Rákosmente hivatalos honlapja (Oficjalna strona XVII dzielnicy)
- Budapest ostroma 1944-45 (Rákos-patak) (Oblężenie Budapesztu 1944–1945) Arhivat în 26 iulie 2014, la Wayback Machine.